# Flocques
Flocques is een gemeente in het Franse departement Seine-Maritime (regio Normandië). De gemeente telt 615 inwoners (1999) en maakt deel uit van het arrondissement Dieppe.

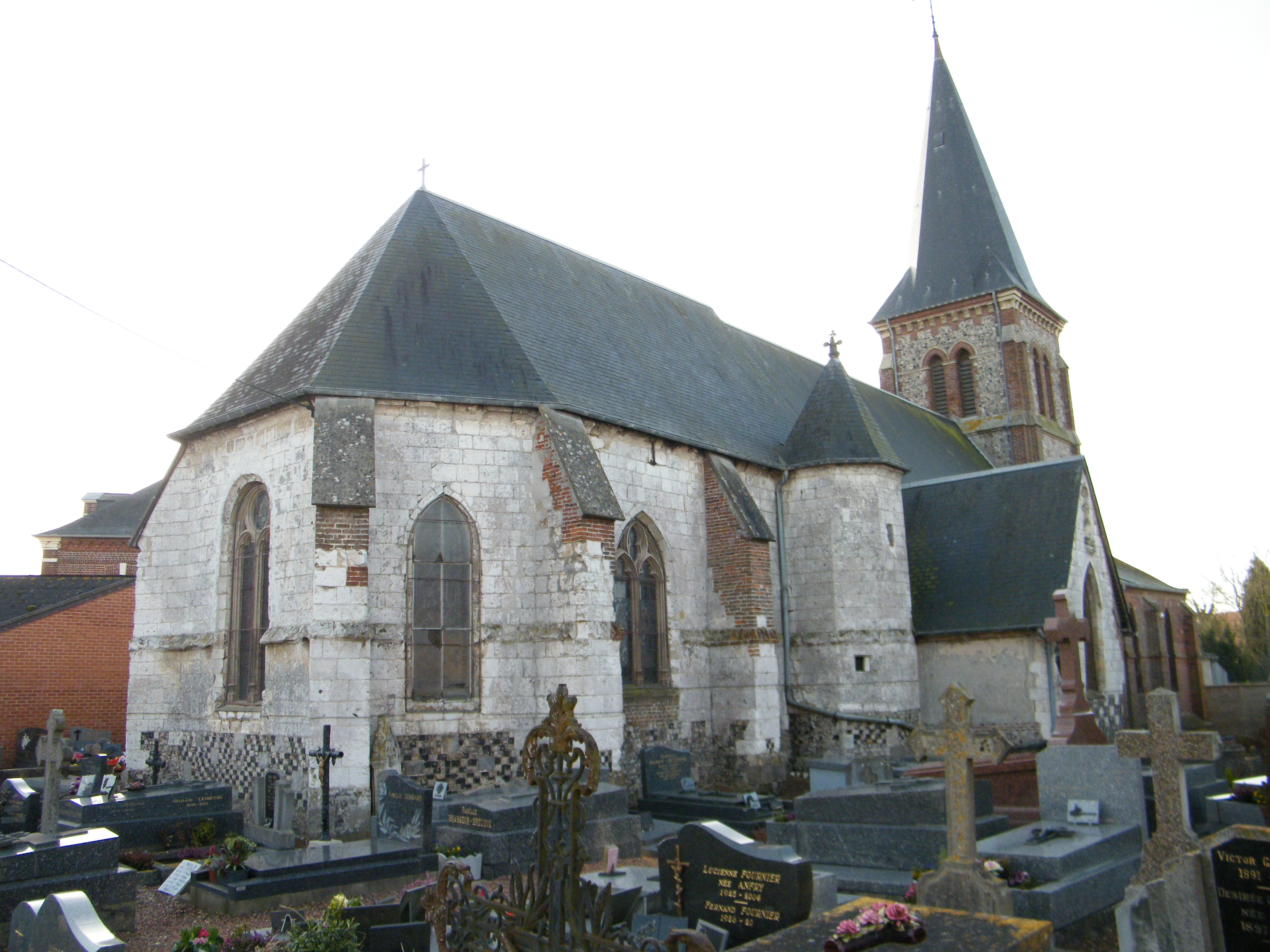
Église Saint-Denis

## Geschiedenis
Op de 18de-eeuwse Cassinikaart is het dorp aangeduid als Flocque.  De naburige gehucht Mesnil-Val en Les Quesnets hingen af van de parochie van Flocques, maar werden in 1765 bij Criel gevoegd.
In 1959 werd een stukje grondgebied in het noordwesten van Flocques, waarop zich een deel van het gehucht Mesnil-Val uitstrekte, overgeheveld naar buurgemeente Criel-sur-Mer, zodat heel het gehucht Mesnil-Val in die gemeente kwam te liggen.

## Geografie
De oppervlakte van Flocques bedraagt 4,9 km², de bevolkingsdichtheid is 125,5 inwoners per km².
Het dorpscentrum van Flocques ligt twee kilometer van de Kanaalkust. Het land tussen het dorp en de kust is grotendeels grondgebied van de gemeente Le Tréport, met uitzondering van een smalle uitloper van het grondgebied in het noordwesten van Flocques waardoor de gemeente toch tot aan de kust reikt. De uitloper is zo'n anderhalve kilometer lang, en slechts met een strookje land van minder dan 100 meter breed verbonden met de rest van de gemeente.
De onderstaande kaart toont de ligging van Flocques met de belangrijkste infrastructuur en aangrenzende gemeenten.

## Bezienswaardigheden
- De Église Saint-Denis

## Demografie
Onderstaande figuur toont het verloop van het inwonertal (bron: INSEE-tellingen).